# Lifitegrast
Lifitegrast, vendido sob a marca Xiidra, é um medicamento usado para tratar olhos secos. Não está claro se os seus benefícios são maiores que os danos causados. É usado como colírio.
Os efeitos secundários comuns incluem visão embaciada, olhos vermelhos, dor de cabeça, alteração no paladar e comichão. A segurança na gravidez não é clara. Reduz a inflamação ao inibir as células T.
Lifitegrast foi aprovado para uso médico nos Estados Unidos em 2016.